# 蒲田

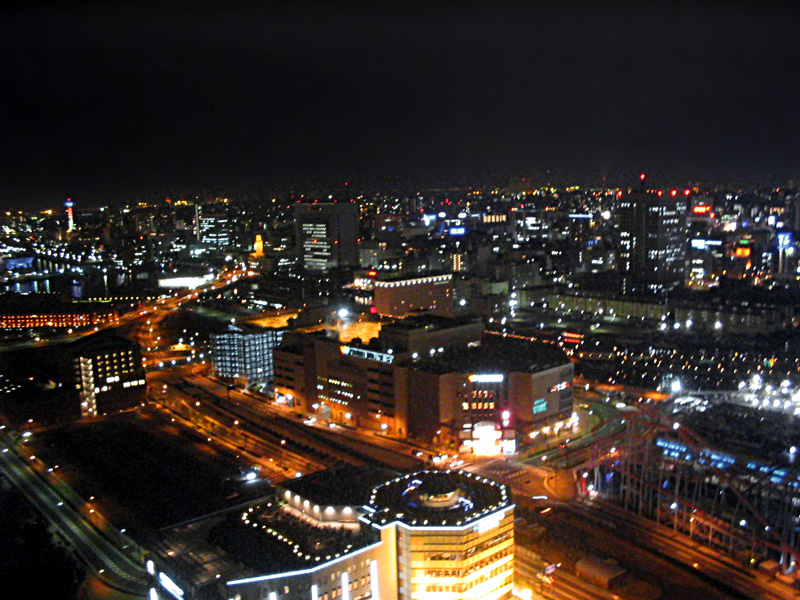
蒲田

蒲田（日语：／ Kamata */?）是日本東京都大田區的地名。廣義上指以JR蒲田車站和京急蒲田車站為中心的地區，也可指合併前的舊蒲田區整體地區。
狹義上則是指上述地區內的蒲田一丁目至蒲田五丁目。蒲田一丁目至蒲田五丁目人口合計為21,250人（2013年8月1日）。
蒲田也位於羽田機場的附近。蒲田車站周邊在太平洋戰爭期間曾化為焦土，戰後重建。京濱東北線將蒲田分為兩部份，商業區主要集中在車站附近。東口則集中了大田區主要的行政機構。

## 概要
廣域地名的蒲田是指JR與東急的鐵路站為中心，也就是蒲田、西蒲田、蒲田本町北端為中心的區域。本區的中心是JR京濱東北線、東急池上線與東急多摩川線的蒲田站，東至京急本線、空港線的京急蒲田站。JR蒲田站到京急蒲田的距離約830公尺（步行11分）。此外，最西至池上線的蓮沼站。
「蒲田」町內的車站有JR蒲田站（東急的車站在西蒲田）、京急本線的梅屋敷站、京急蒲田站。蒲田站周邊因太平洋戰爭遭受空襲而成為焦土，展開重建的土地區劃整理事業規畫出現在街區的原型。街區被京濱東北線隔為東西兩側，北至呑川，南至東京都道311號環狀八號線，西至池上線，東至第一京濱，東西約1.6公里，南北約800公尺。這塊區域為密集的商業區，此外更延伸至近隣的多摩堤通、大城通沿線，是都心外重要的繁華街道、商業地區。這區也是東京都區內主要的腳踏車停放處。本地地標有靠近JR站東口的AROMA SQUARE，與Aprico（アプリコ），JR站西口附近的Yuzawaya、唐吉訶德，東急站大樓的蒲田東急PLAZA。此外，京急蒲田站前有大田區產業廣場。
車站周邊為繁華商業區，也有高中、大學、專門學校等，相對於車站周邊的繁華，本地也是恬靜公園綠地廣布的地區，東邦大學醫療中心大森醫院和診所等醫療院所也十分充足。

### 歷史
蒲田古時稱為蒲田鄉。927年延喜式神名帳曾提到蒲田的薭田神社。新編武藏風土記中，蒲田曾稱為「梅之木村」，為梅的知名景點。943年(天慶6年），當地豪族蒲田杵太郎貞武與平良文之女梅姫結婚時，因其名而種植梅花祝賀。從此之後蒲田的梅花栽培興盛，江戶時代歌川廣重描繪了蒲田的梅花，稱作蒲田梅屋敷。現在蒲田所屬的大田區「區花」是梅花。
中世紀，武藏江戶氏支流一族的江戶蒲田氏祖籍為蒲田鄉。後北條氏的小田原眾所領役帳中記載蒲田氏擁有蒲田周邊地區。
1945年4月15日，空襲讓蒲田站周邊成為一片焦土。

### 行政
東口聚集了大田區的行政相關設施，是大田區的行政中心。
警察轄區方面，東西口都是由警視廳蒲田警察署管轄，消防管轄方面，東口是蒲田消防署，西口是矢口消防署。

### 治安
蒲田站周邊是東京都內有名的繁華街。繁華街特有的犯罪較多，但與新宿、澀谷、池袋等大繁華街相比，遠遠不及。

### 教育
本區設有東京都立大森高等學校、東京都立蒲田高等學校、大田區立蒲田中學校、大田區立東蒲中學校、大田區立蒲田小學校等教育機關。
蒲田女子高等學校位在靠近蒲田的本羽田。

### 其他
明治時代，東口前（現AROMA SQUARE一帶）有松竹蒲田攝影所，是全國知名的「電影之都」。
周邊以富含矽酸的礦泉「黑湯」為主，設有旅館或錢湯等設施。
靠近羽田機場，京急蒲田站空港線電車與JR蒲田站東口的空港方向巴士從清晨開始運行，為前往空港的據點之一。

## JR蒲田站西口、南口
通常單稱西口。
站前的圓環為東急巴士巴士站。有東急PLAZA、Granduo、Yuzawaya等大型商店與全蓋式拱廊商店街等設施。柏青哥、吃角子老虎機店等十分密集，是東京都內首屈一指的激戰地區。2005年12月，蒲田站西口商店街設置監視器。東京工科大學蒲田校區與日本工學院專門學校、富士通解決方案廣場也位於西口。

## JR蒲田站東口〜京急蒲田站
站前是設置摩亞像的圓環，為京濱急行巴士巴士站，補助36號線通過此地。20世紀初此地曾有松竹蒲田攝影所，現在則有Granduo、Maruetsu等商業設施。大田區役所、區民會堂（Aprico）、警察署、稅務署、郵便局、年金事務所、勞動基準監督署、圖書館等行政機關聚集。此外，東口還形成包括AROMA SQUARE在內的辦公商區。
蒲田站與京急蒲田站之間道路距離約830公尺，路上商店林立，京急蒲田站附近有全蓋式拱廊商店街。2005年10月蒲田站東口商店街設置監視器。
京急蒲田站東側與京急本線平行的第一京濱是馬拉松箱根驛傳的路線，過去選手在經過與空港線交差的京急蒲田空港線第一平交道時，會因電車通過而暫停，但近年京急改以選手為優先，選手不必在此停下等待電車通過。京急蒲田站正在進行高架化工程，2013年箱根驛傳大會時就會廢除停交道。

## 地名由來
地名的由來有許多說法：
- 在濕地挖掘溝槽排水以取得乾燥土地，稱作蒲池。後轉變為現在的地名
- 過去這一帶為沼地，「蒲田」意為佈滿大量爛泥的田地
- 源自愛奴語中，沼澤中的島「カマタ」（Kamata）

過去此地也稱「鎌田」。根據『和名抄』，「蒲田」是奈良、平安時代延續下來的古地名。

## 其他
- 1969年（昭和44年）11月16日－為阻止當時的首相佐藤榮作訪美，抗議人士與機動隊（日语：機動隊）在當時的國道蒲田站東口附近發生衝突。汽油彈、催涙彈等讓這帶化為火海。逮捕者超過1,600人。

## 未來計畫

### 立體交叉事業
京急蒲田站東側、南側有環八通（東京都道311號環狀八號線）與京急本線的平交道、第一京濱與京急空港線的平交道、第一京濱與環八通的平面交叉（南蒲田交差點），常造成交通堵塞。2002年（平成14年）起，包含京急蒲田站改良與消除平交道的京急線連續立體交差工程、2001年（平成13年）起的第一京濱與環八通的立體交叉工程陸續進行。
2012年10月，環八通與第一京濱立體化，成功舒緩了交通混亂。

### 蒲蒲短絡線
為了串聯東急與京急兩個鐵路系統，以利羽田機場的聯外交通，蒲田站與京急蒲田站間規劃興建「蒲蒲線」。2007年大田區也表達了推動建設的意願。但因路廊勢必會通過建築密集的蒲田市街，加上東急與京急採用的軌距不同，目前仍未動工。

### 蒲田站改建工程

#### JR蒲田站
JR蒲田站改建工程在2007年5月開始進行，中央口在2008年春、南口在2008年夏完工。改建工程的主要內容有：
- 更新老化的大廳天花板，打造乾淨、開放的明亮空間。
- 集中站體內分散的設施店舗，開設設有窗口、旅行櫃台、指定席券販賣機的View Plaza（日语：びゅうプラザ）。
- 配置驗票閘門以緩解人潮堵塞。
- 增設多功能廁所。設置女性專用補妝空間（Powder Corner）。
- 與大田區合作，設置連結東口與西口的驗票樓層的電梯。2007年7月開放。

#### 東急蒲田站
東急蒲田站宣布要在2008年進行站內改建工程。主要是無障礙化工程與設置殘障人士廁所。

#### 站體大樓
蒲田站體大樓在2007年7月末以前由蒲田站體大樓株式會社（1963年2月11日成立）營運。東口側有「PARIO」（（パリオ）1962年開幕）、西口側有「サンカマタ」（1970年開幕）。設施老舊，無障礙空間也不足。2007年休館，與JR蒲田站改建工程一同進行大規模改建。
2008年4月16日，「GRANDUO蒲田」開幕。GRANDUO蒲田店是繼立川店之後的第二間店。

## 備註
1. ↑  .   [2013-08-23]. （原始内容存档于2014-02-18）.
2. ↑  犯罪発生マップ （页面存档备份，存于） - 警視庁ホームページ 2011年4月29日閲覧。
3. ↑  大田区東西鉄道「蒲蒲線」整備計画素案 的存檔，存档日期2008-12-21.
4. ↑  定例社長会見PDF

## 外部連結
- 舊蒲蒲短絡線
- 蒲田西口商店街 （页面存档备份，存于）

35°33′44.92″N 139°42′57.78″E / 35.5624778°N 139.7160500°E